# Hundsdorf (Gemeinde Gutau)
Hundsdorf ist eine Katastralgemeinde und Ortschaft in der Marktgemeinde Gutau im Bezirk Freistadt in Oberösterreich. Bis 1937 war Hundsdorf eine eigenständige Gemeinde.

## Geographie
Die Katastralgemeinde Hundsdorf erstreckt sich über eine Fläche von 1667,94 Hektar. Sie ist Teil der Raumeinheit Aist-Naarn-Kuppenland und des Zählsprengels Gutau-Umgebung. Sie umfasst die Ortschaften Hundsdorf, Gaisruckdorf, Guttenbrunn, Marreith und Neustadt. Zu den Bergen in der Katastralgemeinde zählen der Guttenberger Berg (719 m ü. A.) und der Boblberg (674 m ü. A.). Sie wird im Süden vom Fluss Waldaist begrenzt. Weitere Fließgewässer in der Katastralgemeinde sind unter anderem der Gutauer Bach und der Klammbach. Das Tal der Waldaist ist Teil des 3838 Hektar großen Europaschutzgebiets Waldaist-Naarn.
Zur Ortschaft Hundsdorf gehören 44 Adressen (Stand: 1. April 2020). Sie umfasst die gleichnamigen zerstreuten Häuser Hundsdorf sowie die Einzelhöfe Dangeder und Nasinger.

## Geschichte
Der Ort wurde im Jahr 1481 als Huntzdorff urkundlich erwähnt. Der Ortsname kommt entweder von einer verächtlich gemeinten Bezeichnung oder leitet sich vom Personennamen Hund ab.
Als Bürgermeister der eigenständigen Gemeinde Hundsdorf amtierten:
- 1882–1917: Josef Frühwirt sen.
- 1917–1929: Karl Danzinger
- ab 1929: Josef Frühwirt jun.[8]

Im Jahr 1930 hatte die Gemeinde 587 Einwohner. Die oberösterreichische Landesregierung erließ am 26. Oktober 1936 eine Verordnung, wonach die weiterhin selbständigen Gemeinden Hundsdorf, Erdmannsdorf und Gutau zur „Verwaltungsgemeinschaft Gutau“ zusammengeschlossen wurden. Zugleich legte die Landesregierung ohne Einbindung der betroffenen Gemeinden einen Verteilungsschlüssel für die Ausgaben der Verwaltungsgemeinschaft zwischen den drei Gemeinden fest, woraufhin der Bundesgerichtshof nach einer Beschwerde der Gemeinde Erdmannsdorf die Verordnung am 10. November 1937 als gesetzwidrig aufhob. Bereits durch ein Gesetz des Landes Oberösterreich vom 27. Oktober 1937 mit Wirksamkeit ab 1. Jänner 1938 wurde die Selbstständigkeit der Ortsgemeinden Hundsdorf, Erdmannsdorf und Gutau beendet und diese zur neuen Marktgemeinde Gutau vereinigt.

## Kultur und Sehenswürdigkeiten

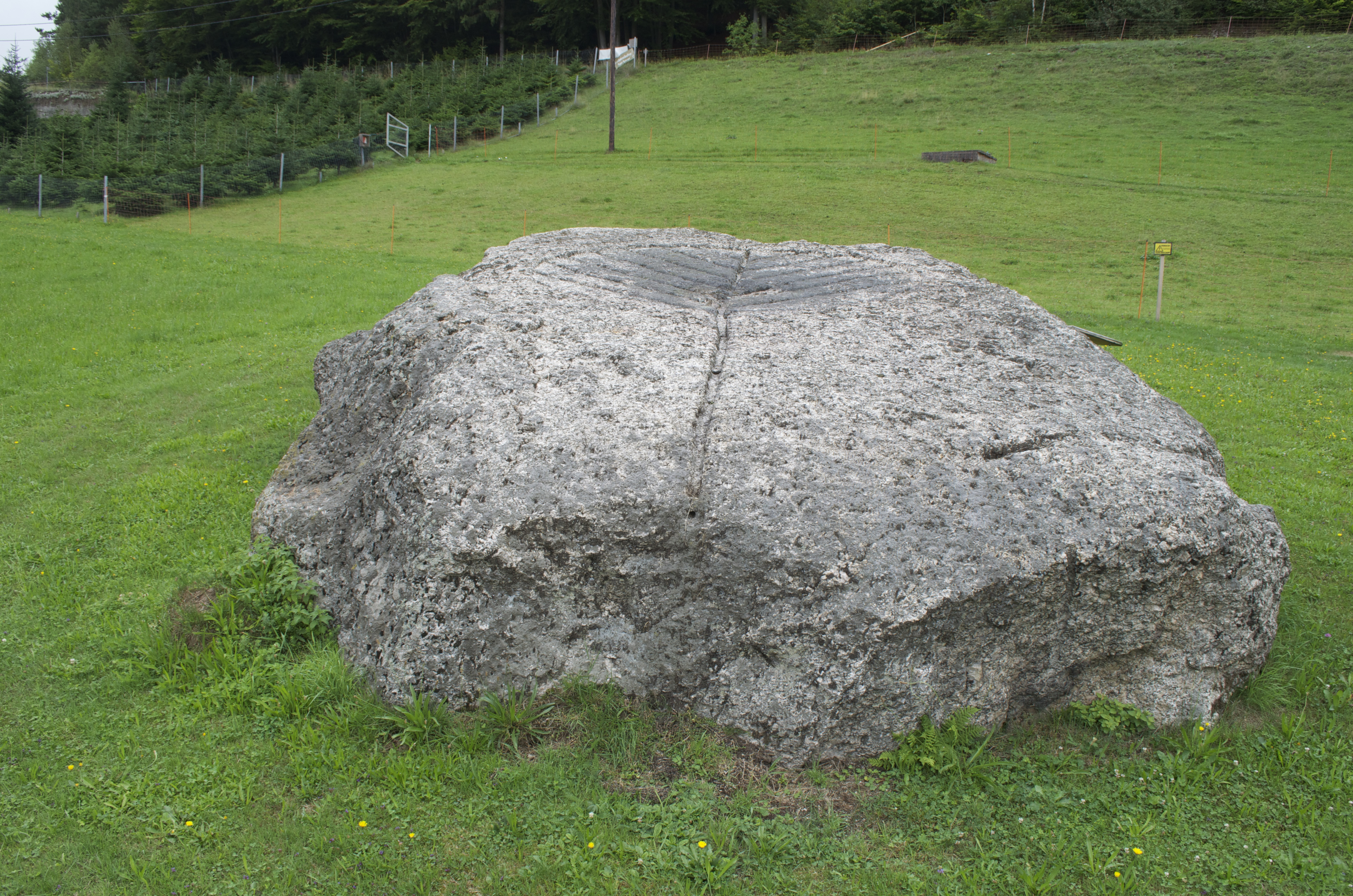
Pechölstein bei Hundsdorf Nr. 9

Pechölsteine befinden sich bei den Höfen Schmid unterm Berg (Hundsdorf Nr. 9), Flötzberger (Hundsdorf Nr. 11) und Rosner (Hundsdorf Nr. 17). Jener bei Schmid unterm Berg steht unter Denkmalschutz (Listeneintrag). Er ist außerdem wie jener bei Rosner als Naturdenkmal ausgewiesen. Die Österreichische UNESCO-Kommission nahm das traditionelle Handwerk des Pechölbrennens im östlichen Mühlviertel 2013 in das Verzeichnis des immaterielles Kulturerbes in Österreich auf.
Westlich des Hauses Hundsdorf Nr. 16 steht ein mit der Jahreszahl 1682 versehener Tabernakelpfeiler. Ein die Dreifaltigkeit darstellendes Blechbild nordwestlich desselben Hauses ist mit der Jahreszahl 1873 bezeichnet.
Der 215 Kilometer lange Weitwanderweg Burgen- und Schlösserweg führt durch die Ortschaft, ebenso der 39,9 Kilometer lange, leichte Rundwanderweg Färberrunde Nr. 912 und der 17,9 Kilometer lange, mittelschwere Rundwanderweg Von den Färber*innen zu den Rittern.
In Hundsdorf ist der Bogensportclub Mühlviertel (BSCM) beheimatet.

## Verkehr
Durch den Süden der Katastralgemeinde verläuft die Landesstraße L1415 (Aisttalstraße) und durch den Westen die Landesstraße L1472 (Gutauer Straße).